# Suberatus

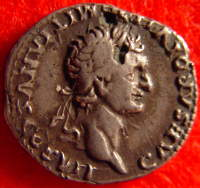
Denar-suberat cesarza Domicjana z widocznymi śladami nawierceń (u góry) dla sprawdzenia jakości krążka

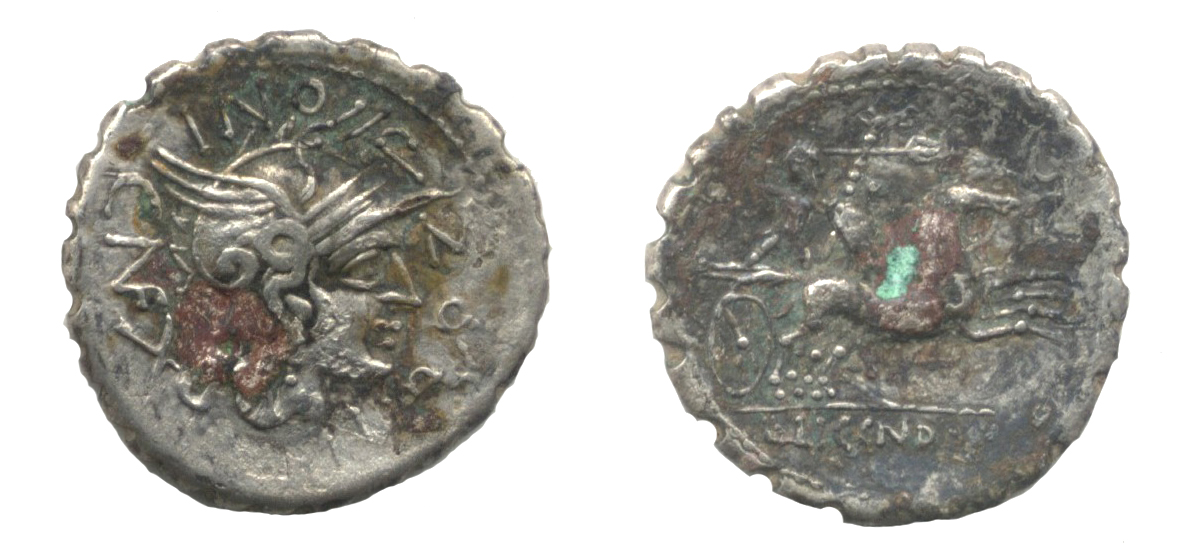
Suberat monety karbowanej (republikańskiego serrata) z ok. 118 r. p.n.e.

Suberatus (suberat, łac. subaeratus, l.mn. subaerati; gr. hypochalkos) – niepełnowartościowa odmiana denara rzymskiego, powstała przez pokrywanie monety warstwą srebra. 
Był produktem fałszerstwa menniczego polegającego na okładaniu srebrną powłoką krążka z miedzi lub niskowartościowego brązu (nazwa ta oznacza dosł. „podmiedziowany”, „mający pod spodem miedź”). Stąd inne stosowane w numizmatyce określenie takiej monety – fourrée (z fr. dosł. „nadziewana”). 

## Pochodzenie
Podobnie jak serratus, suberat był tylko techniczną odmianą denara, jednakże powstającą wskutek fałszerstwa, w celu wypuszczania na rynek monety o zaniżonej wartości. Podobno oficjalnie – na mocy uchwały zgromadzenia, po raz pierwszy skorzystano z tej metody podczas wojen punickich, po klęsce nad Jeziorem Trazymeńskim (217 r. p.n.e.). W większych ilościach suberat pojawił się za Juliusza Cezara, prawdopodobnie w związku z koniecznością opłacania licznych wojsk w czasach wojen domowych.
Wiele wskazuje na to, że emisje suberatów musiały być częścią zalegalizowanej praktyki mennic państwowych. Wydaje się, że sięgano do niej niejednokrotnie w sytuacjach znacznego obciążenia skarbu państwa (np. wydatkami wojennymi bądź w innych drastycznych warunkach finansowych), oficjalnie wprowadzając do obiegu rynkowego suberaty po kursie przymusowym, z ewentualną perspektywą ich wymiany na pełnowartościowe denary w korzystnie zmienionej sytuacji.

## Przeznaczenie
Potwierdzałaby to ilość znajdujących się w obiegu suberatów (np. za Augusta) oraz wypuszczanie ich na równi z pełnowartościową monetą za panowania Flawiuszów, Trajana czy Antoninów. Jako moneta „tańsza”, w znacznym stopniu były one z pewnością przeznaczone nie tylko na rosnące opłacanie legionów, lecz i dla handlu z ludami barbarzyńskimi poza granicami imperium. Świadczą o tym znaleziska z obszaru tzw. Barbaricum. Wymowny ślad może stanowić wzmianka Tacyta (Germania 5,5) o zwyczaju przyjmowania przez Germanów pieniądza rzymskiego przede wszystkim w postaci starszych denarów (republikańskich) z pełnowartościowego srebra (serratów, bigatów i kwadrygatów).
Dawniejsze twierdzenie, iż nacinanie obrzeża w serratach miało być metodą przeciwdziałania tej praktyce, nie wytrzymuje logicznej i historycznej krytyki. Liczne przykłady z czasów Republiki świadczą o fałszowaniu karbowanych przedtem monet krytych następnie warstwą srebrną. Suberaty nadal pojawiały się za panowania różnych władców w okresie Cesarstwa, aż do czasu zupełnego upadku pieniądza srebrnego (denara i antoniniana) w III wieku, gdy praktyka ta stała się całkiem nieopłacalna.